# Droga wojewódzka nr 661
Droga wojewódzka nr 661 (DW661) – droga wojewódzka o długości 14 km, łącząca DW 655 w miejscowości Cimochy z DK 16 w miejscowości Kalinowo.
Droga w całości biegnie na terenie województwa warmińsko-mazurskiego przez powiat olecki (gmina Wieliczki) oraz przez powiat ełcki (gminę Kalinowo).

## Miejscowości leżące przy trasie DW661
powiat olecki
- Cimochy (DW 655)

Powiat ełcki
- Wierzbowo
- Milewo
- Kalinowo (DK 16)